# 京急鶴見站

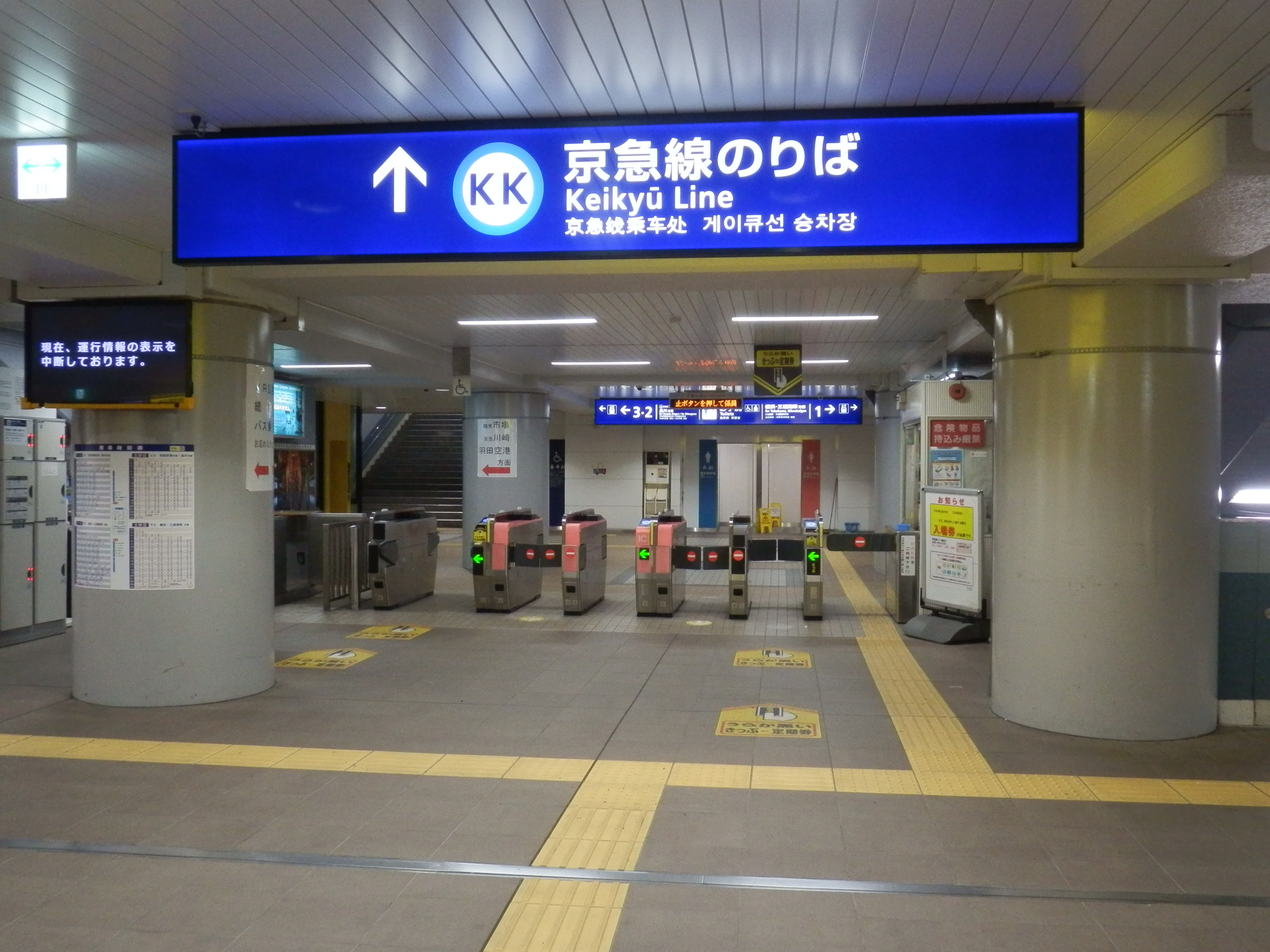
驗票閘口（2018年12月）

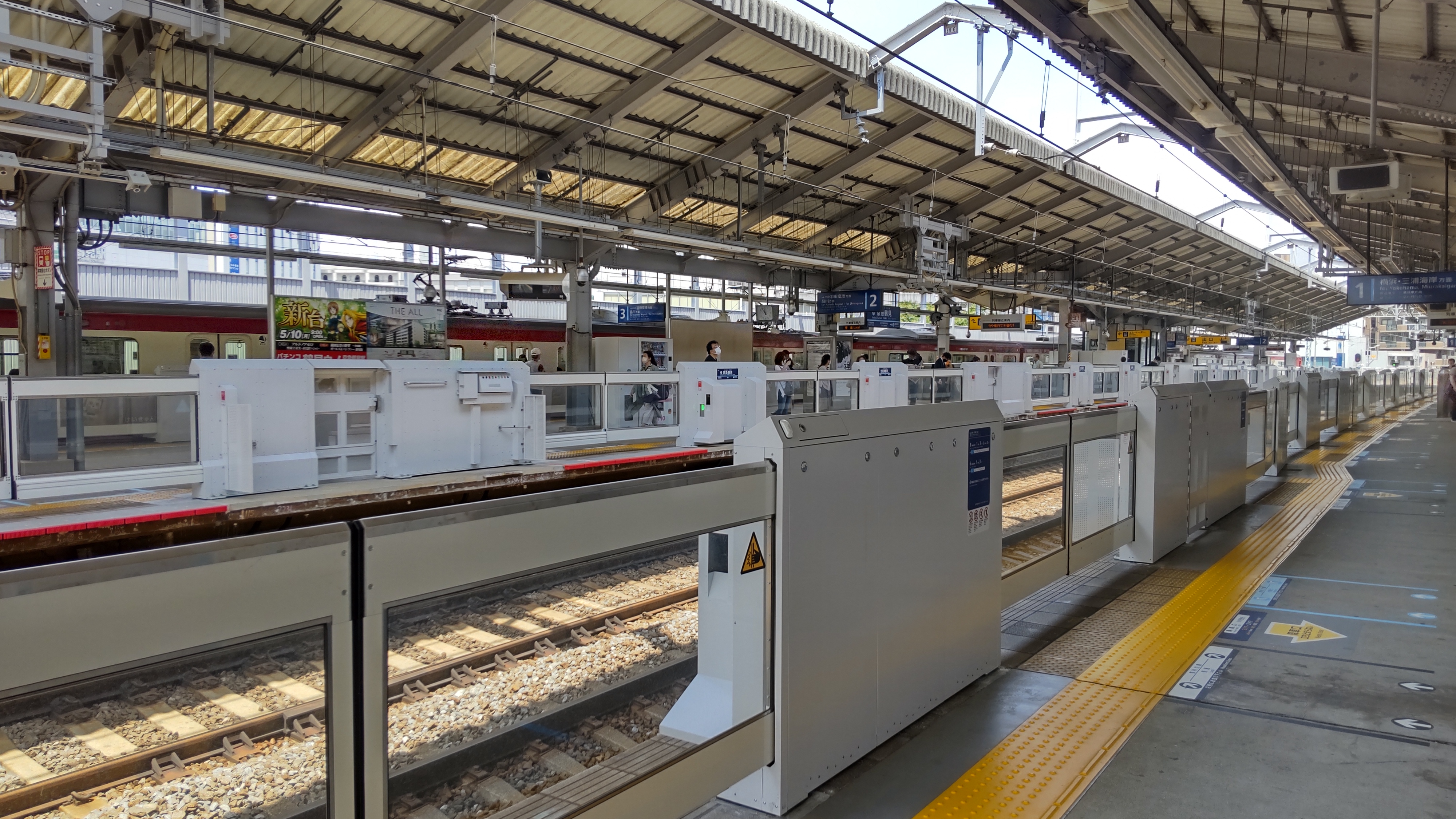
月台（2021年5月）

京急鶴見站（日语：／ Keikyū-tsurumi eki */?）是位於日本神奈川縣橫濱市鶴見區鶴見中央，屬於京濱急行電鐵本線的鐵路車站。車站編號是KK29。本站的副站名為「京三製作所本社」。

## 年表
- 1905年（明治38年）12月24日 - 車站鶴見停留所啟用。
- 1925年（大正14年）11月1日 - 為避免與鶴見站混淆，車站改稱京濱川崎站。
- 1981年（昭和56年）3月30日 - 車站高架化，同時增設上行待避線[3]。
- 1987年（昭和62年）6月1日 - 車站改稱京急鶴見站[2]。
- 1999年（平成11年）7月31日 - 京急線改點，京急蒲田－新逗子間廢止急行，本站僅停靠普通列車。
- 2010年（平成22年）5月16日 - 改點，本站成為新設的機場急行停靠站。
- 2013年（平成25年）12月19日 - 增加副站名Nice本社前[4]。
- 2015年（平成27年）3月底 - 站內（高架下）「京急EKIPURA鶴見」閉店[5]。
- 2016年（平成28年）1月4日 - 副站名改為京三製作所本社[6]。
- 2017年（平成29年）7月14日 - 高架下的「Wing Kitchen京急鶴見（日语：京急ショッピングセンター）」開業[7]。
- 2020年（令和2年）
  - 3月14日 - 加註副站名「大本山總持寺」（大本山總持寺）[8]。
  - 12月19日 - 1號月台啟用月台閘門[9]。
- 2021年（令和3年）3月20日 - 2・3號月台啟用月台閘門[10]。

## 車站結構
本站為側式月台1面1線與島式月台1面2線組成的高架車站。月台位於3樓，驗票口位於2樓。出入口、車站大廳與月台之間設有電扶梯與電梯。上行線可進行待避，白天時段可見普通車在本站待避機場急行。在高架化工程中，現在的3號線為上行線，2號線為下行線。
2、3號線共用上行線的列車進站廣播與音樂。進站廣播為上下線共通，開頭為「まもなく、○番線に、（種別）が到着致します。」。

### 月台配置
| 月台 | 路線 | 方向 | 目的地                           |
| ---- | ---- | ---- | -------------------------------- |
| 1    | 本線 | 下行 | 橫濱、上大岡、浦賀、三浦海岸方向 |
| 2、3 | 本線 | 上行 | 羽田機場、品川、新橋、淺草方向   |

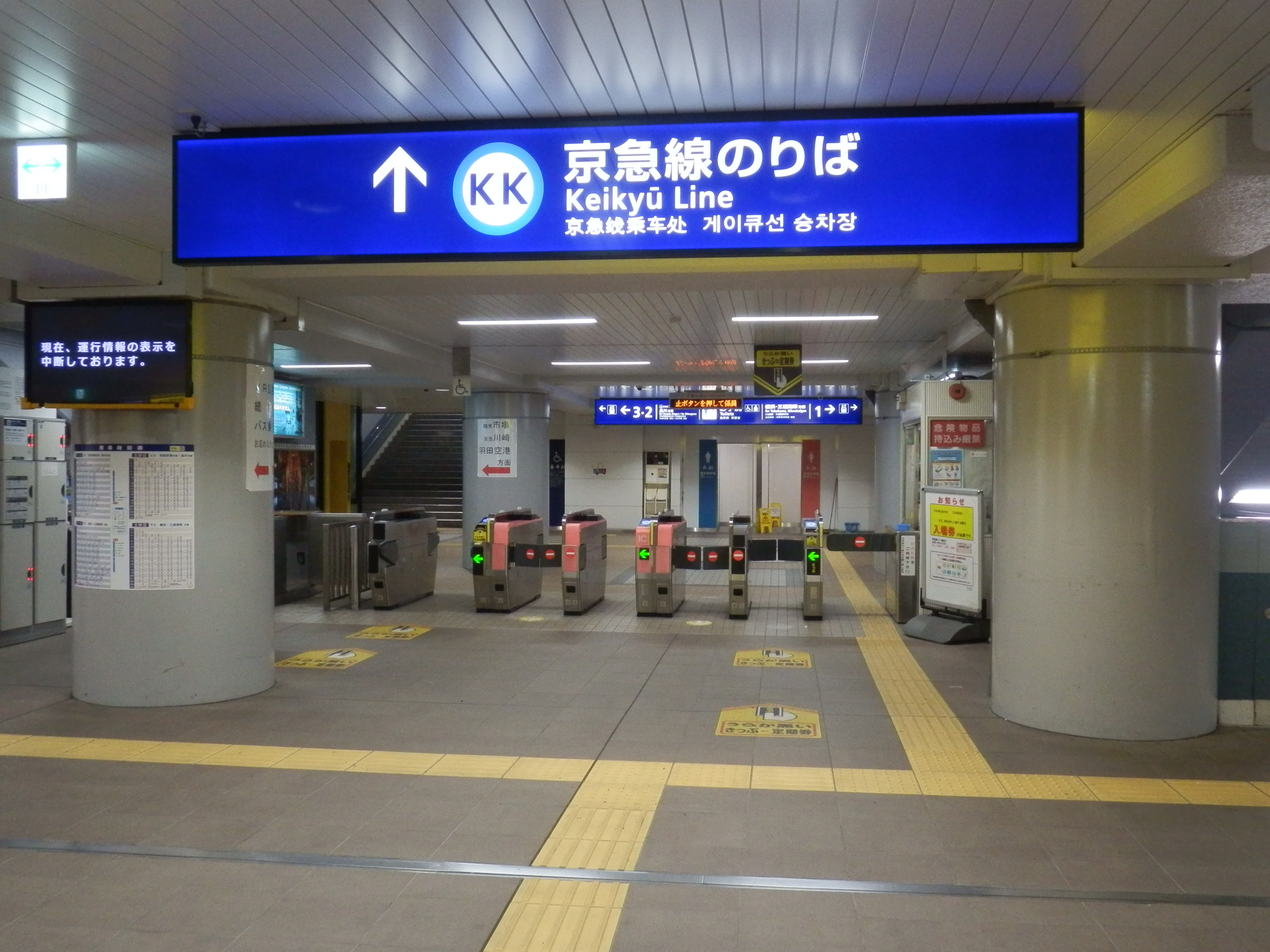
檢票口（2018年12月9日）
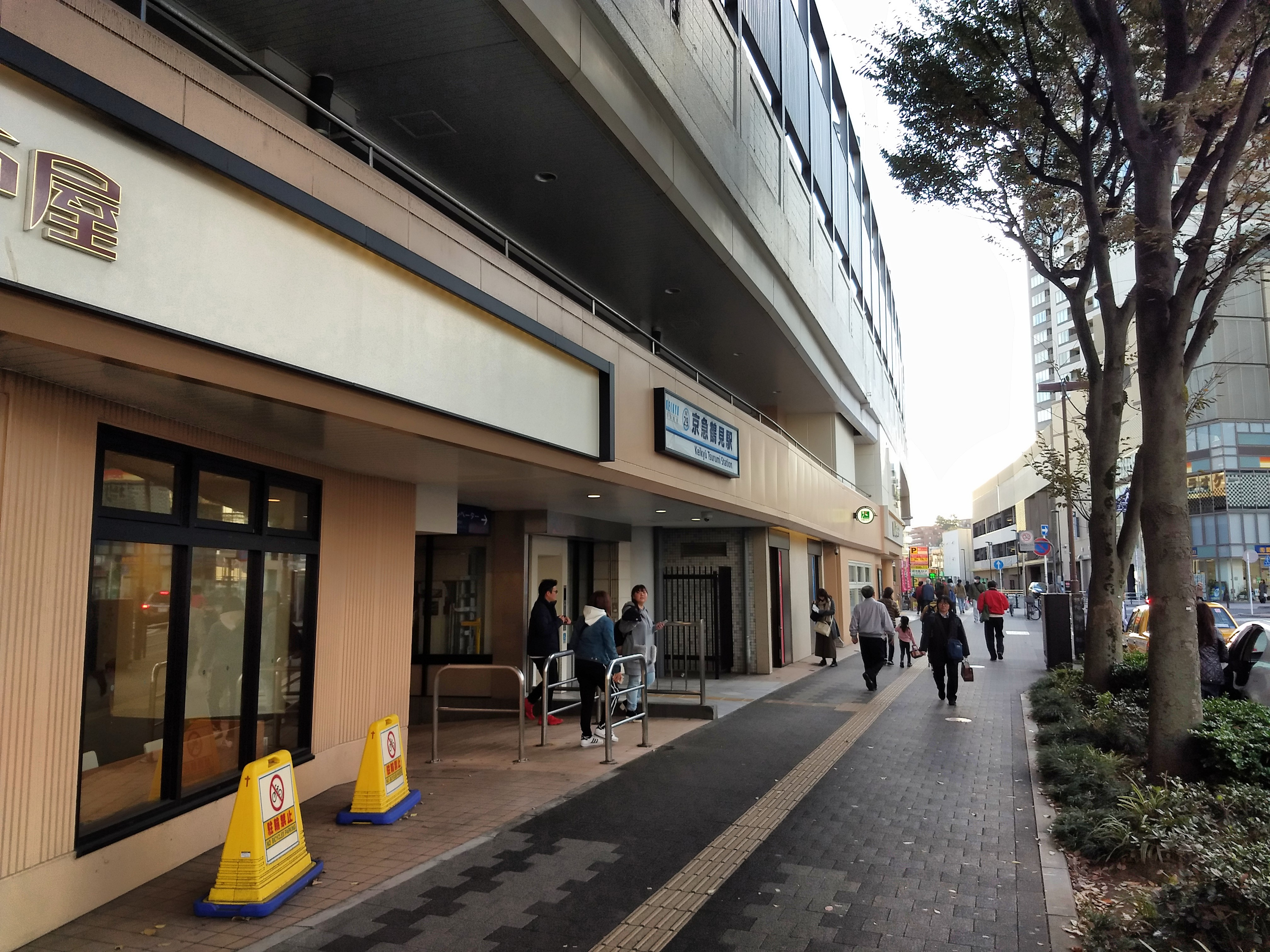
西口（2018年11月23日）
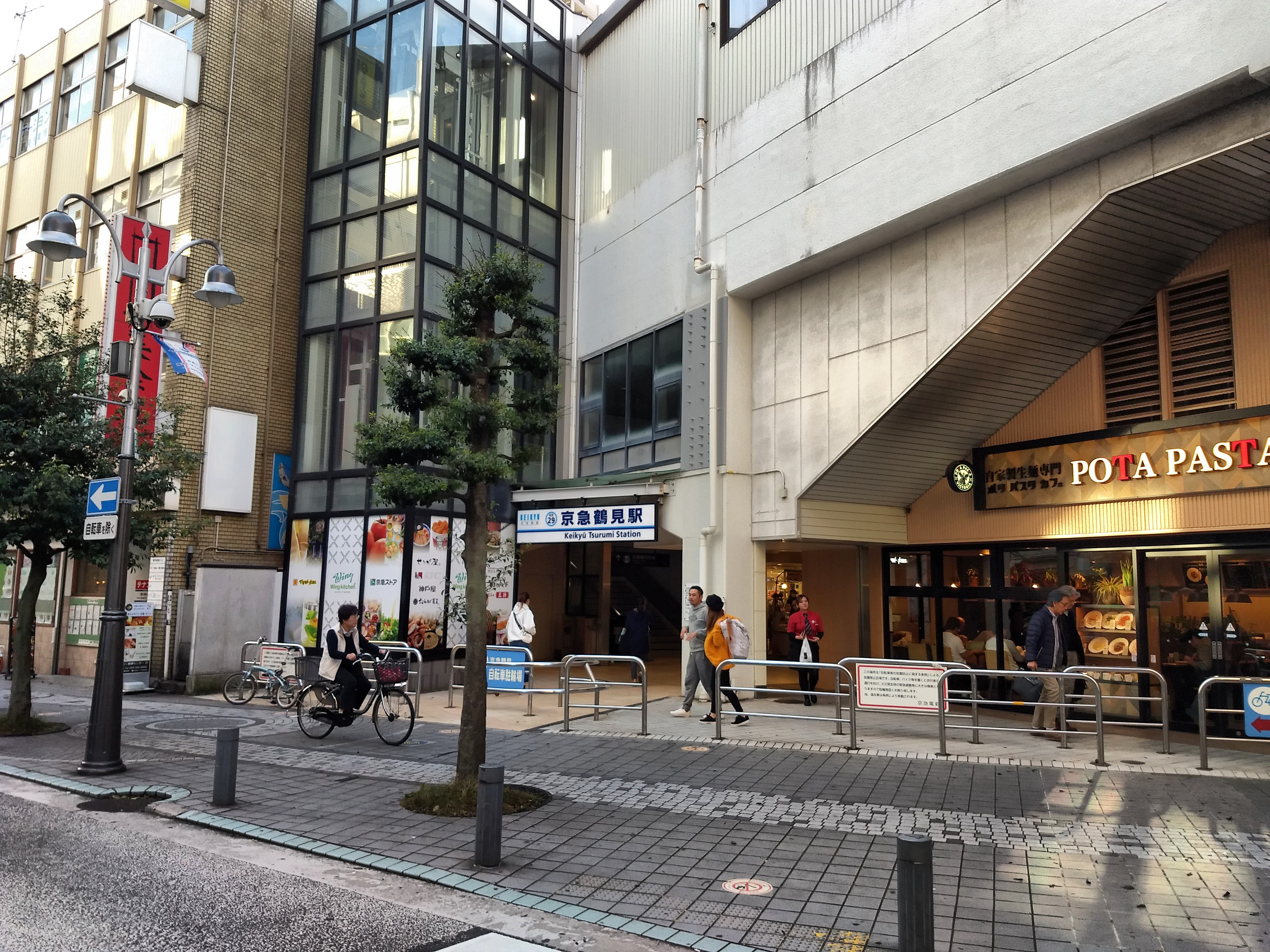
東口（2018年11月23日）
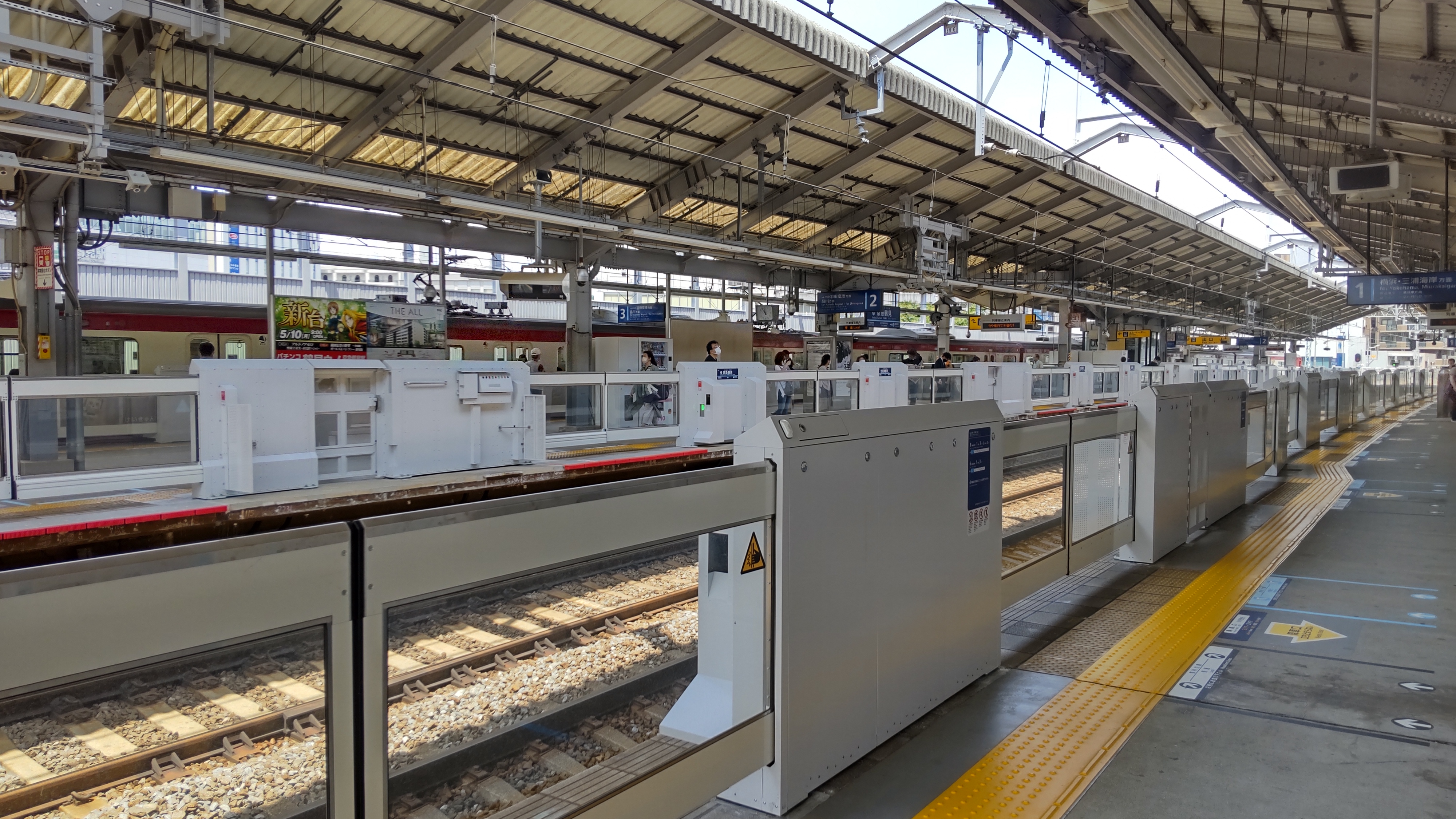
月台( 2021年5月15日)
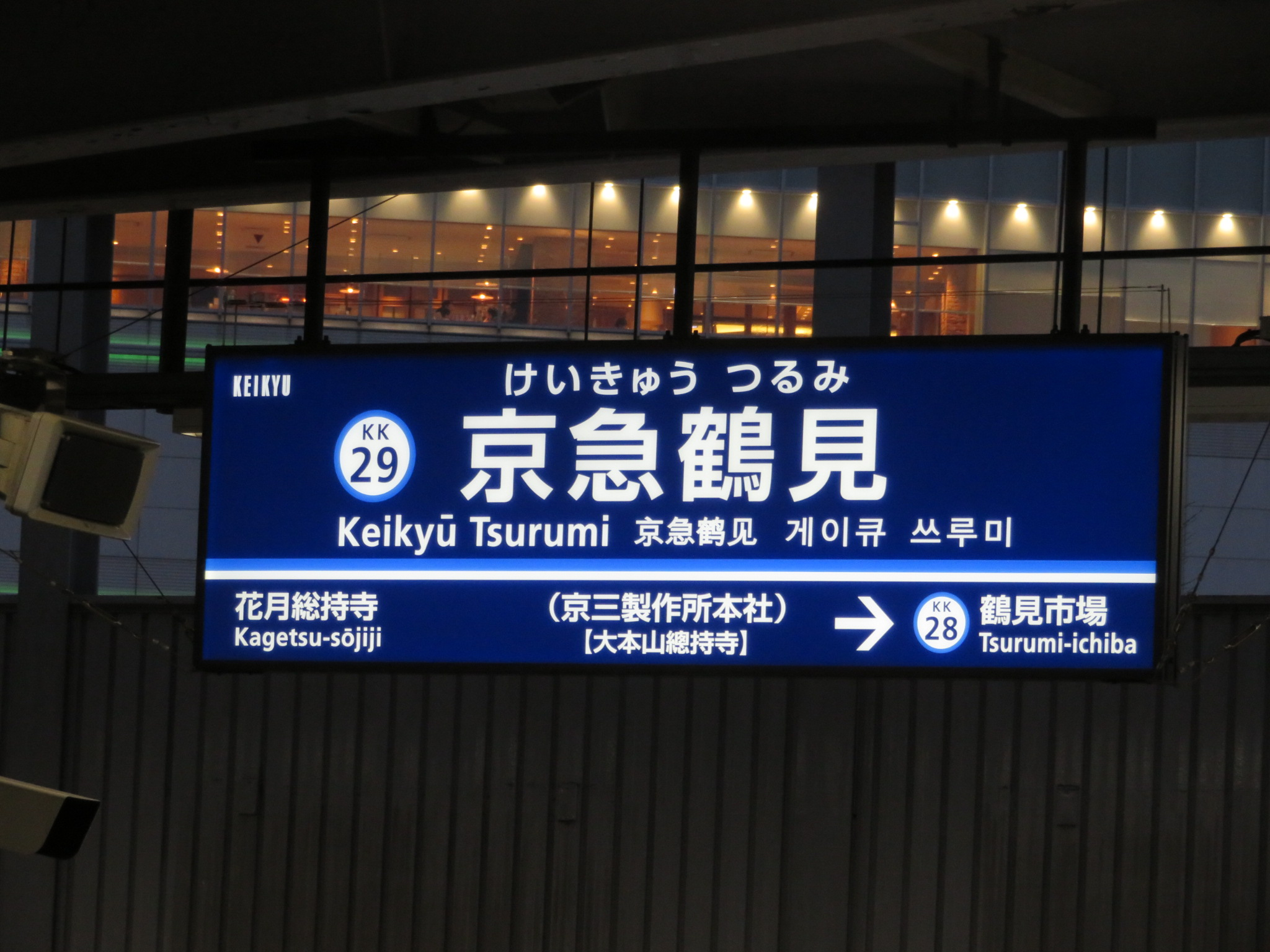
站名標示（2020年3月14日）

## 使用情況
2020年度1日平均上下車人次為25,692人，在京急線全部72個車站當中排行第15位。
近年1日平均上下車人次與上車人次變化如下表。
| 年度               | 1日平均 上下車人次 | 1日平均 上車人次 | 來源     |
| ------------------ | ------------------ | ---------------- | -------- |
| 1980年（昭和55年） |                    | 15,200           |          |
| 1981年（昭和56年） |                    | 15,266           |          |
| 1982年（昭和57年） |                    | 15,764           |          |
| 1983年（昭和58年） |                    | 15,951           |          |
| 1984年（昭和59年） |                    | 15,334           |          |
| 1985年（昭和60年） |                    | 15,529           |          |
| 1986年（昭和61年） |                    | 16,066           |          |
| 1987年（昭和62年） |                    | 16,249           |          |
| 1988年（昭和63年） |                    | 16,375           |          |
| 1989年（平成元年） |                    | 16,203           |          |
| 1990年（平成02年） |                    | 16,496           |          |
| 1991年（平成03年） |                    | 16,689           |          |
| 1992年（平成04年） |                    | 16,441           |          |
| 1993年（平成05年） |                    | 16,164           |          |
| 1994年（平成06年） |                    | 15,948           |          |
| 1995年（平成07年） |                    | 15,320           | [ * 1 ]  |
| 1996年（平成08年） |                    | 14,353           |          |
| 1997年（平成09年） |                    | 13,819           |          |
| 1998年（平成10年） |                    | 13,591           | [ * 2 ]  |
| 1999年（平成11年） |                    | 13,119           | [ * 3 ]  |
| 2000年（平成12年） | 26,585             | 13,203           | [ * 3 ]  |
| 2001年（平成13年） | 27,045             | 13,409           | [ * 4 ]  |
| 2002年（平成14年） | 27,212             | 13,465           | [ * 5 ]  |
| 2003年（平成15年） | 27,762             | 13,722           | [ * 6 ]  |
| 2004年（平成16年） | 27,602             | 13,605           | [ * 7 ]  |
| 2005年（平成17年） | 27,749             | 13,671           | [ * 8 ]  |
| 2006年（平成18年） | 28,341             | 13,846           | [ * 9 ]  |
| 2007年（平成19年） | 28,310             | 13,886           | [ * 10 ] |
| 2008年（平成20年） | 28,457             | 14,044           | [ * 11 ] |
| 2009年（平成21年） | 27,823             | 13,745           | [ * 12 ] |
| 2010年（平成22年） | 28,156             | 13,921           | [ * 13 ] |
| 2011年（平成23年） | 28,075             | 13,893           | [ * 14 ] |
| 2012年（平成24年） | 28,197             | 13,938           | [ * 15 ] |
| 2013年（平成25年） | 30,010             | 14,808           | [ * 16 ] |
| 2014年（平成26年） | 30,497             | 15,044           | [ * 17 ] |
| 2015年（平成27年） | 31,068             | 15,242           | [ * 18 ] |
| 2016年（平成28年） | 31,500             | 15,469           | [ * 19 ] |
| 2017年（平成29年） | 32,705             | 16,099           | [ * 20 ] |
| 2018年（平成30年） | 33,460             | 16,475           | [ * 21 ] |
| 2019年（令和元年） | 33,348             | 16,378           | [ * 22 ] |
| 2020年（令和02年） | 25,692             |                  |          |

## 車站周邊

### 西口
- 鶴見站（東日本旅客鐵道〈JR東日本〉京濱東北線、鶴見線）

- 過去JR東口有車站大樓「鶴見COMIN」，已於2008年閉店。之後改建的「CIAL鶴見」於2012年秋季開幕。

- Sea-crane（日语：シークレイン）
- 鶴見駅前郵便局
- 鶴見神社（日语：鶴見神社 (横浜市)）
- 總持寺
- 鶴見大學、短期大學部
- 西友

### 東口
- 鶴見區綜合廳舍
  - 鶴見區役所
  - 橫濱市鶴見消防署
- 鶴見圖書館
- 鶴見勞動基準監督署
- 鶴見稅務署
- 神奈川縣鶴見警察署（日语：鶴見警察署 (神奈川県)）
- 鶴見郵便局（日语：鶴見郵便局）
  - 郵貯銀行鶴見店
- 鶴見川
- 國道15號
- 伊藤洋華堂鶴見店

### 巴士路線
本站面對JR鶴見站東口巴士總站。
- 鶴見站東口（JR鶴見站側，西口前）
- 鶴見中央4丁目（東口前）
  - 川崎鶴見臨港巴士（日语：川崎鶴見臨港バス）
  - 橫濱市交通局（橫濱市營巴士）

## 相鄰車站
京濱急行電鐵
 本線
□早晨翼號、□京急翼號、■快特、■快特（金澤文庫站以南為特急）、■特急
通過
■機場急行
京急川崎（KK20）－京急鶴見（KK29）－神奈川新町（KK34）
■普通
鶴見市場（KK28）－京急鶴見（KK29）－花見總持寺（KK30）

## 外部連結
- 京急鶴見站（各站資訊） - 京濱急行電鐵